# Charles A. Ferguson
Charles Albert Ferguson (* 6. Juli 1921 in Philadelphia; † 2. September 1998 in Palo Alto) war ein US-amerikanischer Linguist, der zuletzt an der Stanford University lehrte. Er gilt als einer der Begründer der Soziolinguistik und ist besonders für seinen Aufsatz zur Diglossie (1959) bekannt. Er prägte außerdem den Begriff des Foreigner Talk (1968).

## Leben
Charles Albert Ferguson wurde in Philadelphia geboren. Er studierte Oriental Studies an der University of Pennsylvania. Seine Doktorarbeit, die er 1945 beendete, schrieb er über bengalische Umgangssprache. Nach dem Abschluss arbeitete er von 1946 bis 1955 beim Foreign Service Institute in Beirut. In den 50er Jahren lehrte er an der Harvard University und an anderen Hochschulen. Er verließ Harvard 1959 und gründete das Zentrum für angewandte Linguistik in Washington, D.C. Nachdem er das Zentrum 1967 verlassen hatte, gründete er die spätere Abteilung für Linguistik an der Stanford University. 1974 wurde er in die American Academy of Arts and Sciences gewählt.

## Theorie der Nationenprofile
Ein Nationenprofil bezeichnet in der Soziolinguistik Fergusons die Beschreibung der verschiedenen Soziolekte in einem Land. Sprachen lassen sich allgemein nach ihrer Funktion im Kommunikationsprozess beschreiben. Hierbei werden die Sprachen nach Ausbau, Status und Funktion in den verschiedenen Gesellschaften beschrieben. Ferguson unterteilt Sprachen in ihrem Ausbau (language development) in 4 (sukzessive) Stufen:
1. No Graphization – Eine Sprache, die nicht geschrieben wird.
2. Graphization – Eine Sprache mit einer Orthographie, welche regelmäßig gebraucht wird.
3. Standardization – Eine Sprache mit einer von (nahezu) allen Sprechern akzeptierten Orthographie. Hierbei wird eine bestimmte Varietät einer Sprache zur Norm.
4. Modernization – Eine Sprache mit einer von (nahezu) allen Sprechern akzeptierten Orthographie, deren Übersetzbarkeit gewährleistet ist. Hierbei geht es vor allem um den Ausbau des Lexikons einer Sprache, um moderne Konzepte ausdrücken zu können.

Weiterhin unterteilt Ferguson (1966) die Sprachen einer Nation in 3 Kategorien:
1. Major language (abgekürzt Lmaj) – Eine Sprache, die von mindestens 25 % der Bevölkerung einer Nation oder von mindestens 1 Million Sprecher gesprochen wird oder als Unterrichtssprache in den Städten benutzt wird.
2. Minor language (abgekürzt Lmin) – Eine Sprache, die von mindestens 100.000 Sprechern oder von mindestens 5 % der Bevölkerung einer Nation gesprochen wird.
3. Language of special status (abgekürzt Lspec) – Eine Sprache, die keine der oben genannten Qualifikationen erfüllt und die nur in einem ganz bestimmten Kontext verwendet wird (beispielsweise Kirchensprachen).

## Veröffentlichungen
- Charles Ferguson, 1959: „Diglossia“. Word 15, 325–340, ISSN 0043-7956.
- Charles Ferguson, 1966: „National sociolinguistic profile formulas“. In W. Bright: Sociolinguistics. 309–324.
- Charles Ferguson, 1968: „Language development“. In Fishman, Joshua A. & Charles A. Ferguson & Jyotirindra Das Gupta (eds.): Language Problems of Developing Nations. New York, London et al.: John Wiley & Sons. 27–36.
- Charles Ferguson, 1968: „Absence of Copula and the Notion of Simplicity: A Study of Normal Speech, Baby Talk, Foreigner Talk and Pidgins“. Paper given at the Conference on Pidginization and Creolization of Languages, Kingston, Jamaica, April 1968, PDF